# Saljut 3
La Saljut 3 (in russo:Салют-3, tradotto Salute 3) è stata la terza stazione spaziale del programma sovietico denominato programma Saljut e la seconda stazione militare Almaz. Questa stazione inoltre fu la prima del suo genere ad avere un cannone mitragliatore Nudelmann NR-30 da 30 mm che serviva come arma difensiva per la stazione stessa.

## Riassunto missione
Venne lanciata il 24 giugno 1974 con un razzo Proton e rientrò nell'atmosfera il 24 gennaio 1975 distruggendosi.
Saljut 3 è stata la prima stazione spaziale a mantenere l'orientamento relativo verso la superficie della Terra. Per realizzare ciò furono necessarie più di 500.000 attivazioni dei motori di controllo di assetto.
Durante la missione sono stati testati una varietà di sensori di ricognizione. Il 23 settembre 1974 fu rilasciato dalla stazione un modulo che rientrò sulla terra e fu recuperato dai sovietici, contenente fotografie e i dati delle osservazioni.

## Equipaggi
| Missione | Equipaggio                     | Data di lancio              | Volo di andata | Data di rientro              | Volo di rientro | Durata | Note |
| -------- | ------------------------------ | --------------------------- | -------------- | ---------------------------- | --------------- | ------ | --- |
| Soyuz 14 | Jurij Artjuchin, Pavel Popovič | 3 luglio, 1974 18:51:08 UTC | Soyuz 14       | 19 luglio, 1974 12:21:36 UTC | Soyuz 14        | 15.73  | Lanciato da Bajkonur; atterrato a 140 km a sud est di Dzhezkazgan; Durante la permanenza sulla stazione sono stati svolti esperimenti a carattere biologico e medico e, probabilmente, attività militari. |
| Soyuz 15 | Lev Dëmin, Gennadij Sarafanov  | 26 agosto, 1974             | Soyuz 15       | 28 agosto, 1974              | Soyuz 15        | 0      | Aggancio fallito |